# Vyanzo
Vyanzo är ett periodiskt vattendrag i Burundi.   Det ligger i provinsen Kirundo, i den norra delen av landet, 140 kilometer nordost om huvudstaden Bujumbura.
Omgivningarna runt Vyanzo är en mosaik av jordbruksmark och naturlig växtlighet. Runt Vyanzo är det ganska tätbefolkat, med 230 invånare per kvadratkilometer.